# آ لیم
آ لیم (به لاتین: A Lim) در لائوس است که در استان سکونگ واقع شده‌است.